# III. Ottó német-római császár
III. Ottó (németül: Otto III.), (980 júliusa – 1002. január 23.) a Német-római Birodalom harmadik császára (uralkodott 983-tól haláláig, nagykorúsították 994-ben), II. Ottó és a bizánci Theophanu gyermeke, a Liudolfing-dinasztia sarja volt. Uralkodása alatt a „világ csodájának” nevezték, mivel jártas volt a tudományokban, latinul és görögül is beszélt, verseket írt, ami az akkori időkben szokatlannak számított.

## A fiatalkorú császár
Amikor 983-ban apja elhunyt, a trónörökös alig hároméves volt. Rokona, II. (Civakodó) Henrik, Bajorország hercege ki is próbálta használni a helyzetet, és igyekezett megszerezni a régensi tisztséget, azonban Szent Willigis mainzi érseknek köszönhetően előbb az anyacsászárné, majd Theophanu 991-es halálát követően II. Ottó matuzsálemi kort megért anyja, Itáliai Adelaide lett a régens.

## A birodalom feltámasztása
Ottót 14 évesen, 994 szeptemberében ismerte el nagykorúnak a solingeni birodalmi gyűlés. Uralkodása alatt kiemelt fontosságot tulajdonított Itáliának és a pápai állammal ápolt kapcsolatoknak. 996-ban XV. János pápa hívására érkezett a félszigetre II. Crescentius, egy lázadó római nemesember ellen, azonban már csak az egyházfő halála után vonult be a városba. Május 21-én az általa trónra tett V. Gergely császárrá koronázta, de mihelyt Ottó eltávozott, Crescentius letette a pápát, és XVI. Jánost nevezte ki a helyére. 998-ban a császár visszatért, Crescentiust és a lázadók többi vezetőjét kivégeztette az Angyalvárban, az ellenpápát pedig megcsonkították és megvakították.
Miután Ottó nem tért vissza a Német Királyságba, a birodalom központja Róma városa lett, ahol a Palatinuson kezdett palotaépítésbe. III. Ottónak feltehetően az univerzális Imperium feltámasztása volt az álma, talán anyja hatására is. Felvette a „világ császára”, az „apostolok szolgája” és a „Jézus Krisztus szolgája” címeket, és a Renovatio imperii Romanorum (a Római Birodalom felújítása) lett a programja.

## A keresztény császár
Sokatmondó volt az is, hogy V. Gergely 999-es halálát követően a pápává kinevezett császári bizalmas és nevelő, a kor legnagyobb tudósának számító Gerbert d'Aurillac a II. Szilveszter nevet vette fel – I. Szilveszter pápa volt ugyanis az az egyházfő, aki a hagyomány szerint megtérítette és megkeresztelte Nagy Konstantint. II. Szilveszter kiállt neveltje törekvései mellett. Szintén nagy szerephez jutott Ottó környezetében Adalbert prágai püspök, akit 997-es halála után már 1000-ben szentté avattak.
Uralkodóként Ottó mély vallásosságról tett tanúbizonyságot, amikor elzarándokolt Gaetába és Garganóba. 999-ben foglyul ejtette IV. János nápolyi herceget, akit erős Bizánc-barát szimpátiái miatt jobbnak látott még 1000-ben is magával vinni, amikor elzarándokolt Adalbert Gnieznóban nyugvó relikviáihoz. Ottó számára Nagy Károly is követendő példa volt, ezért 1000-ben leereszkedett a sokak által szentként tisztelt hajdani frank császár maradványai közé az aacheni palotakápolnába, hogy ereklyéket gyűjtsön.

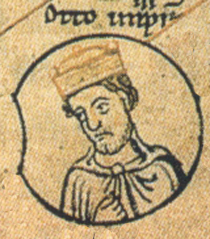
III. Ottó

## A keleti politika
Az ún. gnieznói kongresszuson Ottó találkozott Vitéz Boleszláv lengyel fejedelemmel, akitől megkapta Adalbert ereklyéinek egy részét, míg vendéglátója a Szent Lándzsa egy másolatával lett gazdagabb, egyúttal a Birodalom hűbéresévé vált, a lengyelek adókötelezettsége azonban megszűnt. Ekkor történt meg az önálló lengyel egyházszervezet kialakítása Gniezno érseki rangra emelésével.
Ottó nem csak a lengyelekkel, de a magyarokkal is jó viszonyt kívánt ápolni, ennek tudható be, hogy Szent István megkoronáztathatta magát 1000-ben. Hogy Szilveszter pápa, vagy Ottó küldte-e számára a koronát, az a csekély vonatkozó forrásanyag miatt nem eldönthető, ám mivel a császár és a pápa teljes egyetértésben politizált, különösebb jelentősége sincs.

## Halála, utódlása
Lengyel- és németországi útjait követően a császár visszatért Itáliába. Szent Adalbert ereklyéinek nagy részét a Tiberis-szigeten építtetett Szent Bertalan-székesegyházban (San Bartolomeo all'Isola) helyezte el Szent Bertalan bőrének egy darabjával együtt, de a karcsontokból jutott Aachenbe, Reichenauba, Liège-be, Affilébe és Terracinába is. 1001-ben egy tivoli felkelést vert le, de mivel megkímélte a várost, az ellenséges rómaiak Gergely tusculumi gróf támogatásával fellázadtak, és Ottó kénytelen volt Ravennába visszavonulni. 1002-re elegendő erőt gyűjtött az ellencsapásra, de nem sokkal azután, hogy hadjáratra indult Róma ellen, elhunyt. Haláláért nagy valószínűség szerint a ravennai mocsárvidékén szerzett malária okolható, bár a középkorban azt híresztelték, hogy a meggyilkolt Crescentius özvegye férkőzött a császár kegyeibe, majd megmérgeztette. Ottót Nagy Károly mellé temették Aachenben, de sírja eltűnt az idők folyamán.

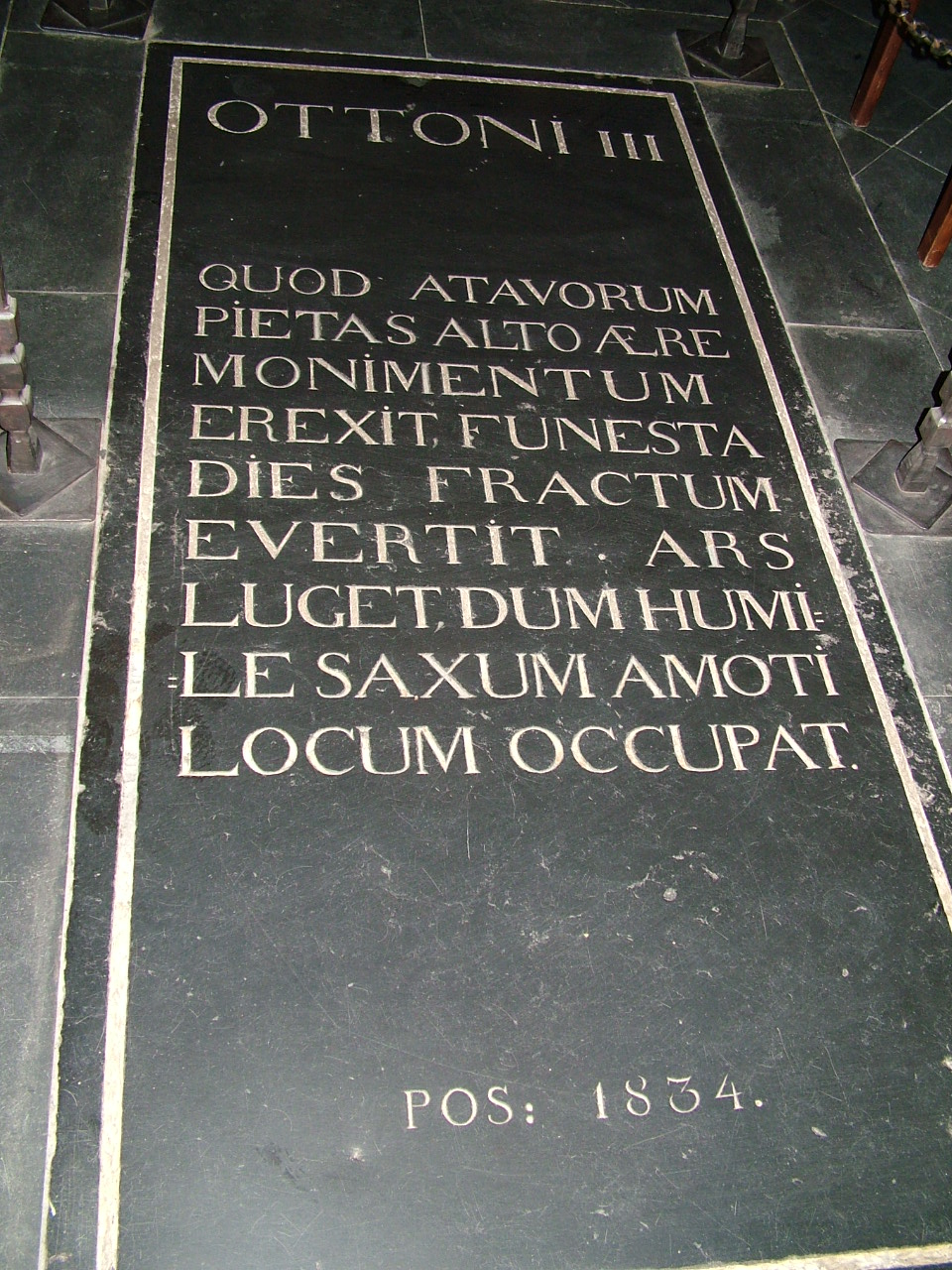
III. Ottó sírja az Aacheni dómban

A fiatalon elhunyt III. Ottó nőtlen és gyermektelen volt, egyébként atyjához hasonlóan bizánci feleséget keresett magának. Élete végén tárgyalásokat folytatott VIII. Konstantinnal, II. Baszileiosz bizánci császár fivérével, és halálakor már Puglia partjaira érkezett a kiválasztott hercegnő, a később bizánci császárnőként uralkodó Zoé. A Szász-ház azonban nem vele halt ki: a trónt az Ottó uralkodása kezdetén hatalmi igénnyel fellépő Civakodó Henrik bajor herceg fia, a később szentté avatott II. Henrik – a szintén szentté avatott I. István magyar király sógora – örökölte.